# Belœil (Québec)
Pour les articles homonymes, voir Belœil.
Belœil [bɛlœj] est une ville canadienne au Québec, chef-lieu de la MRC de La Vallée-du-Richelieu, dans la région de la Montérégie. Elle est située en bordure de la rivière Richelieu, sur la rive ouest. Sa mairesse actuelle est Nadine Viau. 
« Belœil, capitale de la Vallée du Richelieu » fait référence à une résolution du conseil municipal passée en 1983, résultante du testament politique du maire Pierre Cloutier.

## Toponymie
L’origine du toponyme de Belœil proviendrait, selon une première hypothèse, d’une exclamation de Jean-Baptiste, l’un des frères aînés de Joseph Hertel, premier seigneur de Beloeil, alors qu’il cherchait le meilleur emplacement pour la concession seigneuriale qu’il projetait de demander au gouverneur compte tenu des services militaires rendus avec ses frères à la colonie. En escaladant le Mont-Saint-Hilaire, il se serait écrié, devant la beauté du panorama "Quel bel œil!". Certains attribuent même cette exclamation à Champlain lui-même lors de son passage sur la rivière vers 1609. 
Une autre hypothèse attribue l’origine du nom à celui d’une petite commune belge qui porte aussi le nom de Belœil. Cette dernière aurait été rendue célèbre parce qu’elle est la demeure des princes de Ligne d’où proviendraient certains des premiers colons. 
Une troisième hypothèse à considérer se rattache au sens même du mot Belœil qui provient du picard Beuleul ou Baileul signifiant « barrière », « palissade ».  C'est l'origine du nom de la commune belge de Beloeil.  Puisqu'il semble que certains des premiers colons auraient été originaires des environs de Beloeil en Belgique et considérant l'imposante « palissade » formée par le mont St-Hilaire en face de Beloeil, il est possible que ce toponyme y trouve son origine.
Les historiens d’aujourd’hui conviennent cependant de deux choses : on ne connaîtra probablement jamais l’origine exacte de son nom et il est vrai que l’endroit est "bel à l’œil".

## Histoire

### Chronologie
- 1864 : la plus grande catastrophe ferroviaire de l’histoire du Canada survient à Beloeil-Station, voir 1864 dans les chemins de fer.
- 9 décembre 1903 : Création du village de Belœil.
- 19 février 1914 : Le village de Belœil devient une ville.

### Belœil seigneurie
Belœil est un toponyme qui identifie plusieurs réalités au cours de l’histoire. Le plus ancien document disponible et qui mentionne ce toponyme est un acte de concession qu’obtient Charles Le Moyne, le 24 mars 1713, pour l’agrandissement de sa seigneurie nouvellement acquise. Ce document est connu sous le nom de "l’Augmentation de Belleüil". La seigneurie avait été octroyée en 1694 à Joseph Hertel. Ce dernier l’a vendue en 1711 à Charles Le Moyne. La seigneurie de Belœil couvre un territoire qui englobe aujourd’hui les municipalités de Saint-Mathieu-de-Belœil, de Belœil, de McMasterville et d’une partie de Sainte-Julie et probablement aussi une partie de Saint-Amable.
Le fonds d’archives de la seigneurie de Belœil est conservé au centre d’archives de Montréal de Bibliothèque et Archives nationales du Québec.

### Belœil paroisse
Officiellement, Belœil a été érigée en paroisse en 1832, reconnue civilement en 1835 et établie en municipalité de paroisse en 1855. Dans la pratique toutefois, il est possible de faire l’historique de la ville à partir de la création de la paroisse Saint-Mathieu à 1772 ; année de l’ouverture des registres d’état civil et année de l’inauguration du presbytère chapelle de Belœil qui précéda la première église en 1787. Le curé de Saint-Charles, Mathieu Lataille était le prêtre à cette époque. Belœil se peupla rapidement, des commerçants s’installèrent, la petite communauté prit forme. Les paroissiens construisirent successivement trois églises sur le site actuel de l’église Saint-Matthieu. L’église existante a été construite en 1896.

### Belœil village
Les citoyens du village de Belœil, insatisfaits du service d’aqueduc, demandent et obtiennent l’incorporation du village en 1903. Le village ouvre officiellement ses livres en janvier 1904. Le service d’aqueduc appartenait à une compagnie privée, dont les parts étaient détenues principalement par Joséphine Bellemare. Après une bataille en règle, à coup d’injonctions et à la suite du décès de la propriétaire en 1905, le village de Belœil devient propriétaire du réseau d’aqueduc de son territoire et d’une partie de Mont-Saint-Hilaire et de Saint-Mathieu-de-Belœil. On ajoutera le territoire de McMasterville en 1907. Le réseau s’agrandit en 1941 par l’achat du réseau du dernier seigneur de Rouville, Bruce F. Campbell. La ville cessera d’être propriétaire du réseau en 1959 lors de la constitution de la Commission d’aqueduc de la Vallée du Richelieu. Cette commission est formée des villes de Mont-Saint-Hilaire, d’Otterburn Park et de McMasterville.
En 1904, Belœil est encore un village agricole dont l’urbanisation se développe à partir de deux pôles, l’un autour de l’église paroissiale, l’autre autour de la gare et le long de la voie ferrée. Le reste du territoire est encore des champs cultivés. Sur la rue Richelieu (ou bord de l’eau) on trouvait une bourgeoisie cossue qui travaillait à Montréal. Le secteur du chemin de fer était industriel et commercial. Ses origines remontent au XIXe siècle avec l’avènement du chemin de fer et surtout de la Hamilton Powders.

### Belœil ville
Le village de Belœil demande l’incorporation du village en ville, en 1913. Celle-ci date de février 1914. Le but de cette initiative était de développer et d’administrer un réseau de distribution d’électricité. Le réseau s’étendra jusqu’à Saint-Basile-le-Grand, Saint-Mathieu-de-Belœil, Otterburn Park, Mont-Saint-Hilaire et McMasterville. La ville sera propriétaire du réseau jusqu’en 1979. Le territoire de Belœil s’est étendu à deux reprises après l’incorporation du village. En 1903, le village de Belœil est délimité par la rue Bourgeois et la rue Bernard-Pilon, et du bord de l’eau jusqu’à la hauteur de la rue Dupré. En 1954, le territoire s’agrandit jusqu’au boulevard Yvon-L’Heureux. En 1964, le territoire s’étendra jusqu’aux limites actuelles. En 1959, Belœil et McMasterville se livrent une dure bataille concernant une demande de McMasterville d’accroître l’étendue de son territoire. Le maire Arthur Dupré était aussi député du comté. Au moment où la partie nord du territoire est annexée, le Québec parachevait la construction de l’autoroute 20 dans ce secteur.

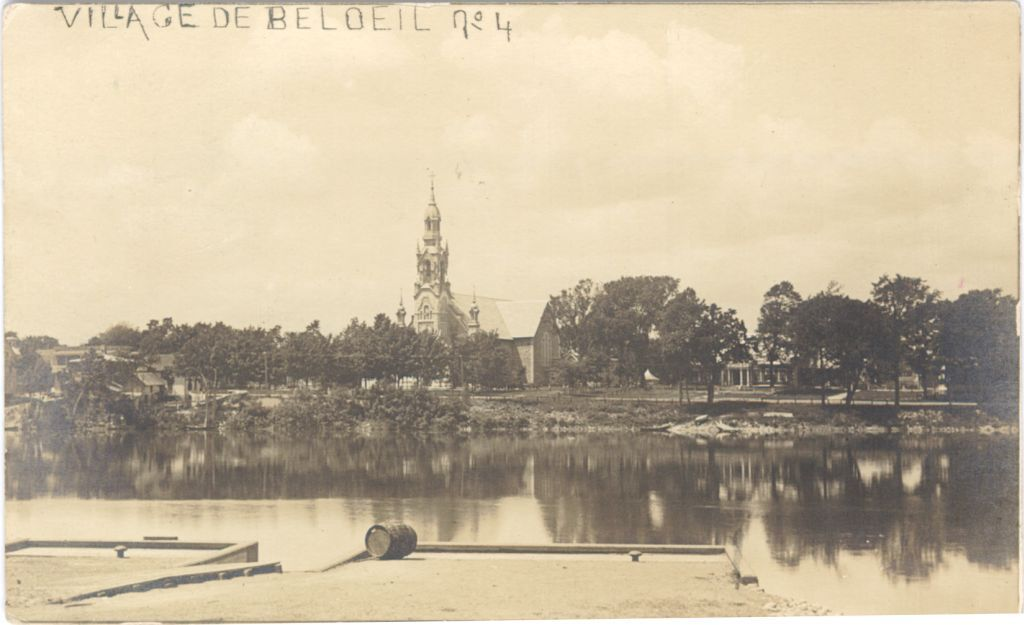
Carte postale du village de Belœil au début du XXe siècle

Le XIXe siècle a été marqué par la mise en place du premier aqueduc en 1868, par l’installation d’une poudrière en 1878 qui est devenue la compagnie C.I.L. (plus tard renommée I.C.I.) et la construction d’édifices religieux importants : le couvent de 1846 à 1884 et l’hospice en 1874. Sur le plan social, les figures de certains notables se distinguent : le docteur Allard, patriote ; le docteur Brousseau, gendre du seigneur de Rouville et riche propriétaire ; l’avocat Létourneux, homme d’affaires ; le commerçant, maire et député Joseph Daigle.
La construction du premier presbytère chapelle, entre 1770 et 1772, a représenté le premier signe de stabilité de ce nouveau noyau de colonisation. Les premiers registres civils et religieux datent de cette époque. L’arrivée du premier curé et la construction en 1787 de la première église ont marqué le début de l’histoire écrite de Belœil. Son développement, presque exclusivement agricole, s’est lentement poursuivi jusqu’au début des années 1830, époque à laquelle Belœil est devenue une municipalité de paroisse. Le recensement de 1831 indique que 1788 âmes y vivaient. C’est à la deuxième moitié du XIXe siècle que l’on vit l’installation d’un aqueduc, la construction d’une poudrière (qui allait devenir la C.I.L.) ainsi que plusieurs bâtiments publics et religieux.
Avec l’avènement du XXe siècle, l’électricité, les bornes fontaines, le pavage et l’éclairage des rues apparaissent. De municipalité de paroisse, Belœil devient village en 1903 et reçoit sa charte de ville en 1914. Le commerce se développe et les besoins en explosifs pour les guerres de Première Guerre mondiale et Seconde Guerre Mondiale contribuent à l’arrivée de plusieurs nouveaux résidents venus travailler à la C.I.L. C’est l’exode des Montréalais vers les banlieues qui a donné à Belœil le caractère qu’on lui connaît aujourd’hui. De 6 000 résidents en 1960, la population a plus que triplé en vingt ans.
De son histoire, Belœil conserve une trentaine de bâtiments et de sites d’intérêt historique qui lui donnent un cachet que la Société d’histoire s’emploie à mieux faire connaître.

## Héraldique
Son slogan actuel « Forgée pour innover » permet de mettre en lien son histoire, son passé et sa culture tout en assurant un regard vers l’avant. L’adjectif « forgée » est tiré des armoiries de la ville qui mentionnent « Par ta beauté forge demain ».

## Géographie
La rivière Richelieu délimite l'est de la municipalité en coulant vers nord.

## Démographie
| 1991   | 1996   | 2001   | 2006   | 2011   | 2016   | 2021   |
| ------ | ------ | ------ | ------ | ------ | ------ | ------ |
| 18 516 | 19 294 | 19 053 | 18 927 | 20 783 | 22 458 | 24 104 |

## Administration
Les élections municipales se font en bloc et suivant un découpage de huit districts.
| Belœil Maires depuis 2003                                                                                            |                |         |          |
| Élection | Maire          | Qualité | Résultat |
| 2003 | Marcel Bédard  |         | Voir     |
| 2005 | Réal Jeannotte |         | Voir     |
| 2009 | Diane Lavoie   |         | Voir     |
| 2013 | Diane Lavoie   | Voir    |          |
| 2017 | Diane Lavoie   | Voir    |          |
| 2021 | Nadine Viau    |         | Voir     |
| Élection partielle en italique Depuis 2005, les élections sont simultanées dans toutes les municipalités québécoises |                |         |          |

## Économie

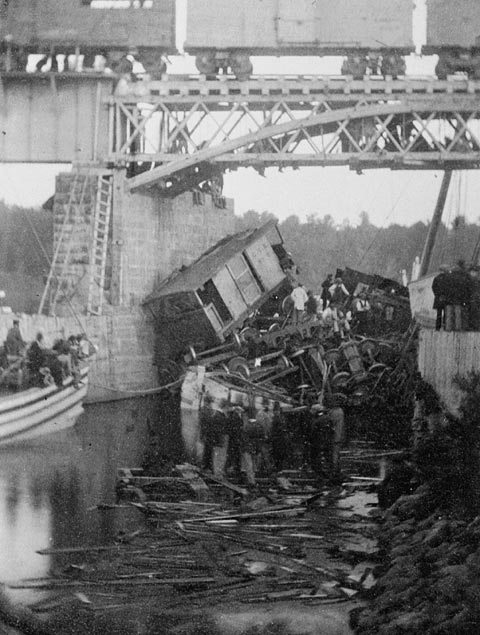
Accident ferroviaire de 1864

Aujourd’hui, Belœil participe activement au développement économique et culturel de la grande région de la Montérégie. Belœil possède sur son territoire un grand parc industriel qui reçoit énormément d’investissements privés. Elle joue aussi un rôle actif dans la vitalité de la Communauté métropolitaine de Montréal, dans le développement des transports en commun, dans la vision d’une ville verte, etc. Belœil est une banlieue en développement au début du XXIe siècle, profitant du départ de jeunes familles de Montréal recherchant de plus grands espaces de vie pour élever leurs enfants ainsi que l'accès à la propriété, ce qu'il ne trouve plus en ville

### Transports
Le XIXe siècle a été marqué par la construction de la voie ferrée en 1848. Le 29 juin 1864, un train transportant des immigrants allemands et polonais tombe dans la rivière Richelieu près du mont Saint-Hilaire. Le bilan, incertain, faisant environ 99 morts. L’accident demeure à ce jour la pire catastrophe ferroviaire de l’histoire canadienne.
Le boulevard Laurier fut construit en 1936 et cette route de béton constituait une partie de la route provinciale reliant Montréal à Saint-Hyacinthe. Le pont routier de la route 116 a été construit en 1939-1940 et fut ouvert à la circulation en 1941. Les années 1960 et 70, grâce entre autres à la route transcanadienne, ont transformé Belœil, l’arrivée des familles montréalaises a satellisé la ville. Belœil est devenue une vraie banlieue.

## Enseignement
Belœil a une école secondaire de plus de 1 400 élèves, relativement élevé pour une ville d’environ 24 000 individus. Plusieurs programmes d’éducation spécialisés expliquent cette haute population (notamment un programme de concentration anglais un programme de concentration basket-ball et de concentration hockey). Cette école fait partie de la Commission scolaire des Patriotes. Les trois valeurs principales de Polybel sont le respect, la rigueur et l’effort. La ville possède aussi 5 écoles primaires, soit l'école au Cœur-des-Monts, l'école Jolivent, l'école Le Petit-Bonheur, l'école Le Tournesol et l'école Saint-Mathieu.

## Nouveau logo
En août 2017, la Ville de Belœil a dévoilé son nouveau logo, créé par Agence B-367 et Stéphane Desranleau, d'apparence beaucoup plus moderne que l'ancien. Le nouveau positionnement qui accompagne celui-ci, « Forgée pour innover », est inspiré de la devise « Par ta beauté, forge demain » qui est inscrite sur les armoiries de la ville. 

## Personnalités reliées à Belœil

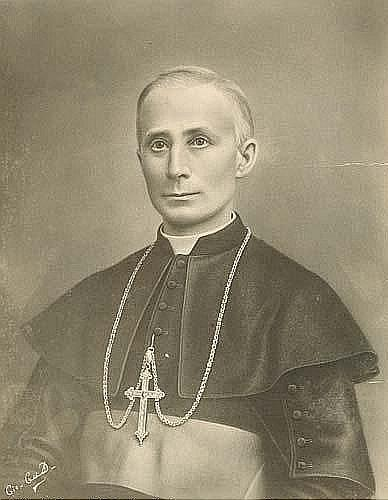
Mgr Alexis-Xyste Bernard

- Alexis-Xyste Bernard, évêque catholique
- Anne Casabonne, actrice
- Serge Dupire, acteur
- Roman Zavada, pianiste-compositeur

## Galerie

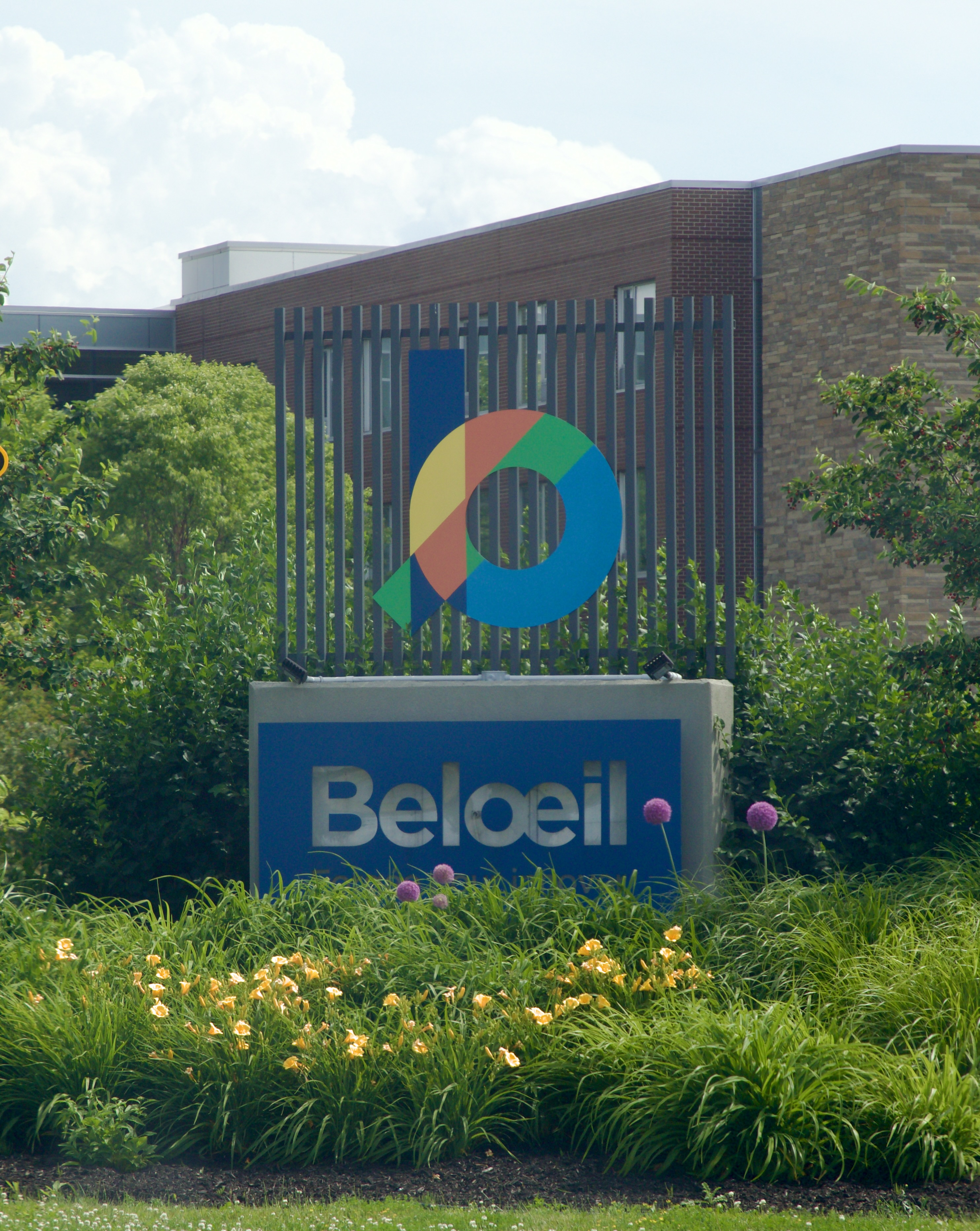
Panneau d’entrée avec le logo de Beloeil